# Tom és Jerry – Kémkaland
A Tom és Jerry – Kémkaland (eredeti cím: Tom and Jerry: Spy Quest) 2015-ben megjelent amerikai 2D-s számítógémes animációs film, amely Tom és Jerry című videofilmsorozat tizenegyedik része. Az animációs játékfilm rendezője és producere Spike Brandt és Tony Cervone. A forgatókönyvet James Krieg és Heath Corson írta, a zenéjét Michael Tavera szerezte. A videofilm a Turner Entertainment és a Warner Bros. Animation gyártásában készült, a Warner Home Video forgalmazásában jelent meg. Műfaja kalandos akció filmvígjáték.
Amerikában 2015. június 23-án, Magyarországon 2015. július 15-én adták ki DVD-n.

## Szereplők
| Szereplő         | Eredeti hang      | Magyar hang      |
| ---------------- | ----------------- | ---------------- |
| Tom              | N/A               | N/A              |
| Jerry            | N/A               | N/A              |
| Jonny Quest      | Reese Hartwig     | Szalay Csongor   |
| Hadji            | Arnie Pantoja     | Molnár Levente   |
| Dr. Zin          | James Hong        | Forgács Gábor    |
| Dr. Benton Quest | Eric Bauza        | Sarádi Zsolt     |
| Race Bannon      | Michael B. Hanks  | Kárpáti Levente  |
| Jade             | Tia Carrere       | Náray Erika      |
| Tin              | Greg Ellis        | Szokol Péter     |
| Pan              | Jess Harnell      | Seszták Szabolcs |
| Alley            | Richard McGonagle | Törköly Levente  |
| Droopy           | Joe Alaskey       | Szvetlov Balázs  |
| Cövek            | Spike Brandt      | Bolla Róbert     |
| Tyke             | N/A               | N/A              |
| Bandita          | N/A               | N/A              |
| Carol            | Grey DeLisle      | ?                |
| Elnök            | Tim Matheson      | Maday Gábor      |

További magyar hangok: Ács Balázs, Albert Gábor, Bordás János, Czifra Krisztina, Csépai Eszter, Fehér Péter, Fésűs Bea, Grúber Zita, Gyurin Zsolt, Király Adrián, Kis-Kovács Luca, Koncz István, Rosta Sándor, Végh Ferenc, Vida Sára

## Televíziós megjelenések
- HBO, HBO 2, HBO 3, Boomerang
- TV2